# Флинк, Говерт

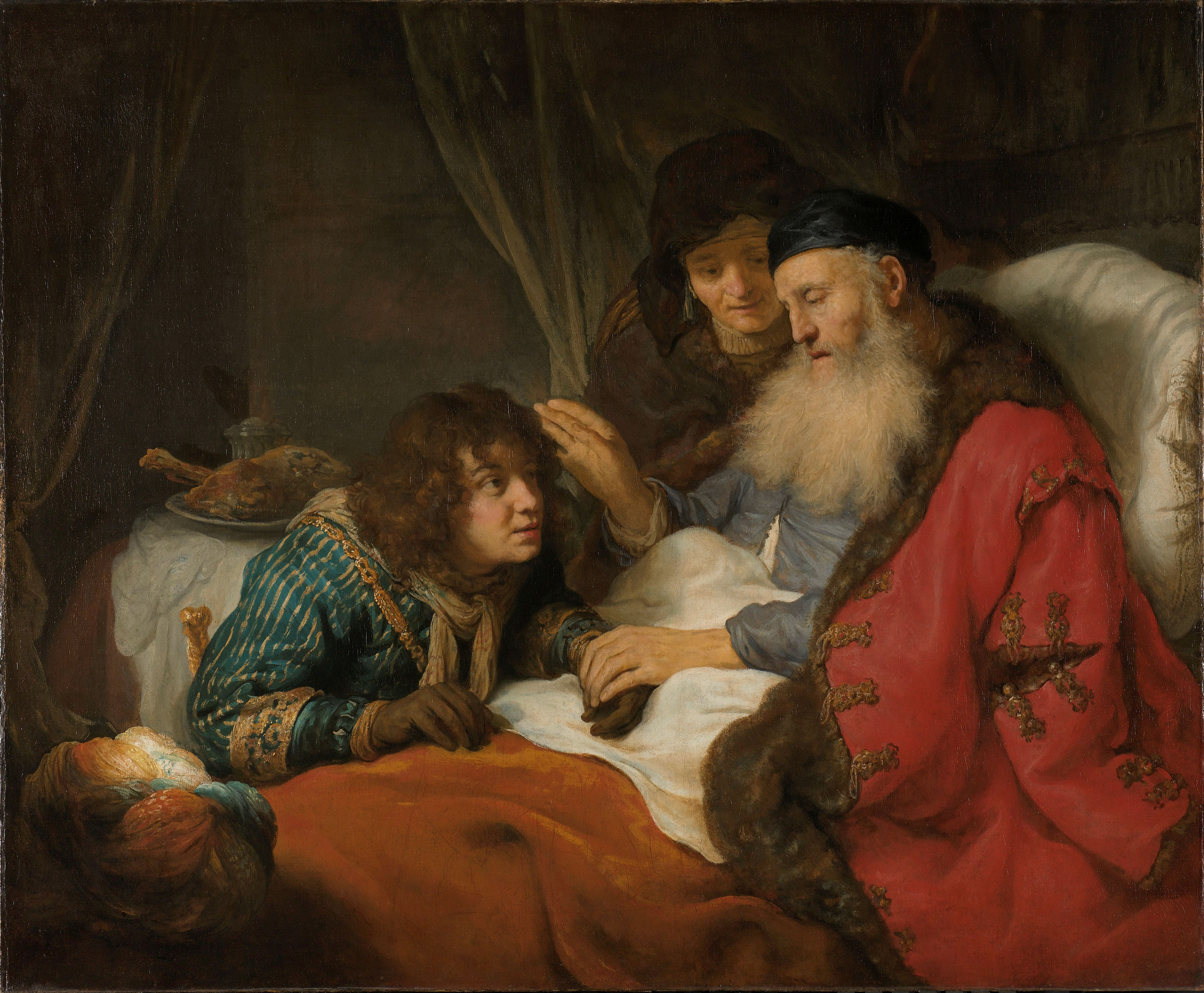
Исаак благословляет Иакова, 1638, Амстердамский музей.

Говерт Флинк (нидерл. Govert ( Govaert) Teuniszoon Flinck; 25 января 1615, Клеве (Германия) — 2 февраля 1660, Амстердам) — голландский живописец, известен как портретист, мастер исторической картины, один из художников Золотого века голландской живописи .

## Жизнь
Родился в Клеве (Северный Рейн-Вестфалия). Поначалу был отдан отцом в подмастерья к портному, но тайно имел страсть к живописи, поэтому был послан в Леуварден, в обучение к художнику Ламберту Якобсу, писавшему полотна исторического жанра, более известному как пастор меннонитов.
Там Флинк познакомился с Якобом Баккером и другими молодыми художниками — учениками Ламберта Якобсона, их объединяла общая страсть к живописи. Среди соседей Ламберта Якобсона был бургомистр, адвокат и учёный Ромбертус ван Эйленбург, отец Саскии, будущей жены Рембрандта. В 1633 Флинк вместе с Якобом Баккером едет в Амстердам, где поступил в мастерскую Рембрандта.
Немецкий художник и историк искусств Иоахим ван Зандрарт, который посетил Голландию в 1637, признал Флинка одним из лучших учеников Рембрандта.
Связи Флинка с Клеве становились весьма важными. Он был приглашён курфюрстом Бранденбурга Фридрихом Вильгельмом I на церемонию бракосочетания с Луизой-Генриеттой Оранской, дочерью штатгальтера Фридриха Генриха. Так же он получил покровительство Иоганна Мориса, принца Нассау-Зигенского, который стал штатгальтером Клеве в 1649 году.
Став в 1652 году гражданином Амстердама, Флинк в 1656 году женился на Софи ван дер Ховен, дочери одного из директоров Голландской Ост-Индской компании. Флинк стал известным в высших слоях общества, дружен с поэтом Вонделом и казначеем Уитенбогардом. В его доме, украшенном античными статуям и с богатой коллекцией гравюр, он часто принимал штатгальтера Иоганна Мориса, принца Нассау-Зигенского. Флинк умер в Амстердаме 2 февраля 1660 года.

## Творчество

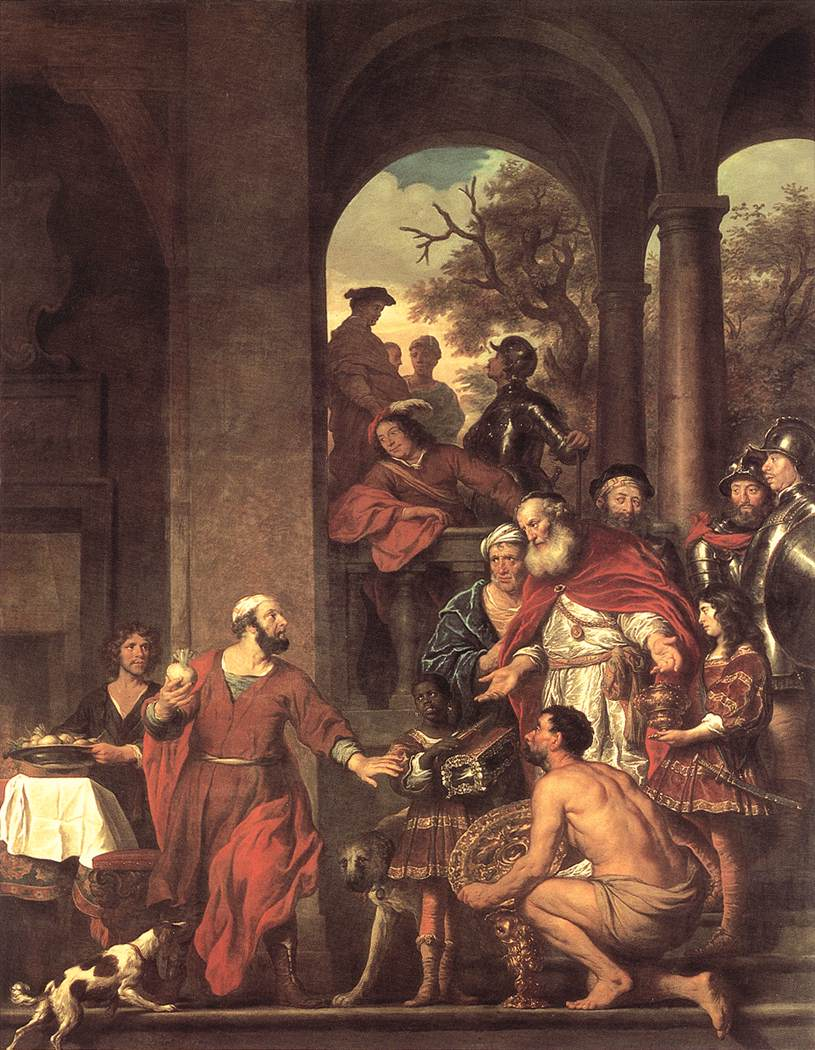
Говерт Флинк «Маний Курий Дентат предпочёл репу золоту» (1656)

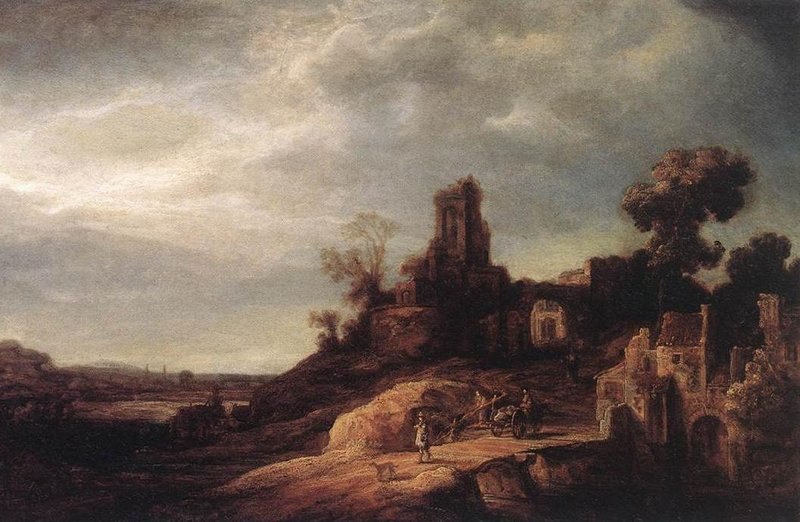
Ландшафт. Говерт Флинк.

Самыми ранними из дошедших до нас подлинных работ Флинка являются «Пастушка», написанная в 1636 году, которая хранится сейчас в Музее герцога Антона-Ульриха в Брауншвейге и картина «Пастушок», которая предположительно считается портретом Рембрандта. Работа хранится в музее Амстердама. Первый период творчества Флинка считается самым лучшим. Он пишет портреты, этюды голов, создаёт религиозные композиции. В 1638 написана знаменитая работа «Исаак благословляет Иакова», которая хранится в музее Амстердама. Все эти картины написаны в лучших традициях школы Рембрандта.
Много лет Флинк постигает мастерство Рембрандта, следуя его стилю и приёмам во всех работах, созданных между 1636 и 1648 годами. Он становится модным портретистом. Известный портрет Грасвинкеля и его жены, написанный в 1646 году, хранится в Роттердаме, в Музее Бойманса-ван Бёнингена, портрет девочки находится в Музее изящных искусств в Нанте, ещё один девичий портрет 1640 года хранится в гаагском Маурицхёйс, там же находится и портрет Менахема бен Исраэля, амстердамского издателя, друга и соседа Рембрандта, с подделанной когда-то подписью Рембрандта. Портрет юноши, написанный в 1640 году находится в Бирмингеме, в Институте искусств Барбера. Картину Флинка «Чёрный стрелок», которая хранится в Лондонском собрании Уоллеса, до 1913 года приписывали Рембрандту. В религиозных композициях Флинк так же продолжает традиции Рембрандта. «Жертвоприношение Авраама», 1636 год, (Мюнхен, Старая пинакотека) написано под впечатлением картины Рембрандта на эту же тему, появившейся годом ранее. «Благовестие пастухам», написанное в 1639, украшает стены Лувра.
Так же на Флинка оказал влияние своей светской и декоративной манерой ван дер Хелст. В этом плане Флинк близок таким неверным ученикам Рембрандта, как Якоб Баккер, Фердинанд Бол, Ян Викторс, Ян Ливенс, Гербранд ван ден Экхаут.
Совершенствуясь в жанре исторических полотен, Флинк изучает мастерство Рубенса и других представителей итало-фламандской барочной исторической живописи. Два прекрасных групповых портрета — четырёх гражданский охранников и двенадцати мушкетёров с их капитаном и лейтенантом находятся в мэрии Амстердама. Но лучшее произведение в этом стиле — это холст огромного размера, на котором изображено заключение Мюнстерского мирного договора с 19-ю фигурами в полный человеческий рост. Флинк пишет много крупных аллегорических картин в торжественно-барочной манере — «Рождение Вильгельма Генриха Бранденбургского» (Потсдам, Дворец Сан-Суси), «Смерть штатгальтера Фридриха Генриха Оранского» (аллегорический портрет его вдовы Амалии Сольмс-Браунфельсской), 1654 год (Государственный музей (Амстердам)). Лучшими произведениями Флинка в этом жанре считаются гигантские картины «Маний Курий Дентат предпочёл репу золоту» (1656) и «Молитва Соломона» (1658), написанные для новой амстердамской ратуши (ныне — Королевский дворец), где находятся и сейчас. В 1659 Флинк получил заказ на исполнение 12 исторических полотен с героями от Самсона и Давида до Мания Курия Дентата и Горация Коклеса, а также с изображением битв батавов и римлян для амстердамской Ратуши. Но в 1660 живописец умирает, исполнив только наброски к четырём композициям. Одна из этих композиций за 48 гульденов была завершенна Юргеном Овенсом в 1662 и заменила отвергнутую картину Рембрандта «Заговор Юлия Цивилиса». Остальные картины были написаны Якобом Баккером, Фердинандом Болом, Якобом Йордансом, Яном Ливенсом и самим Рембрандтом.

## Галерея

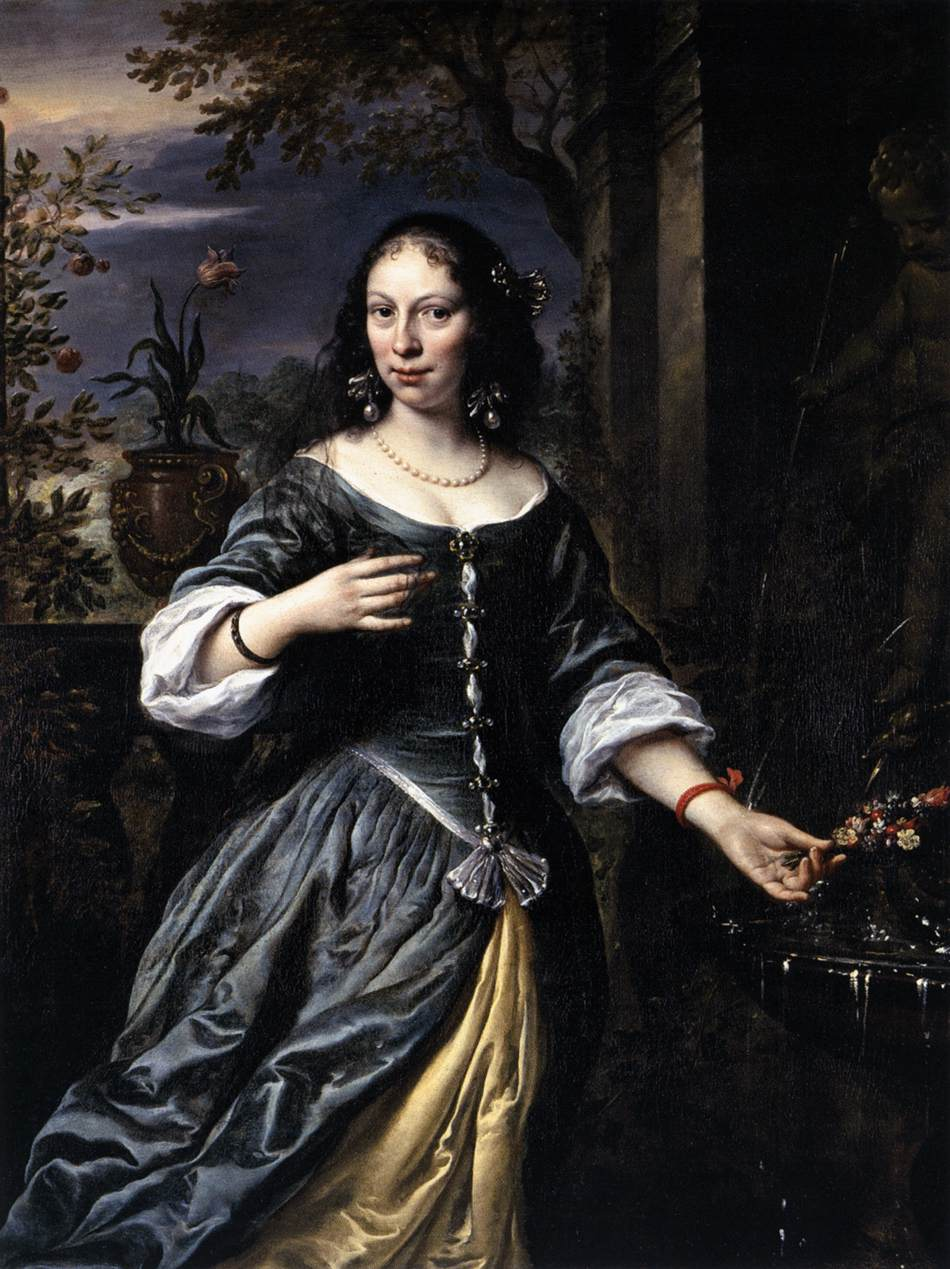
«Портрет Маргариты Тульп», 1655
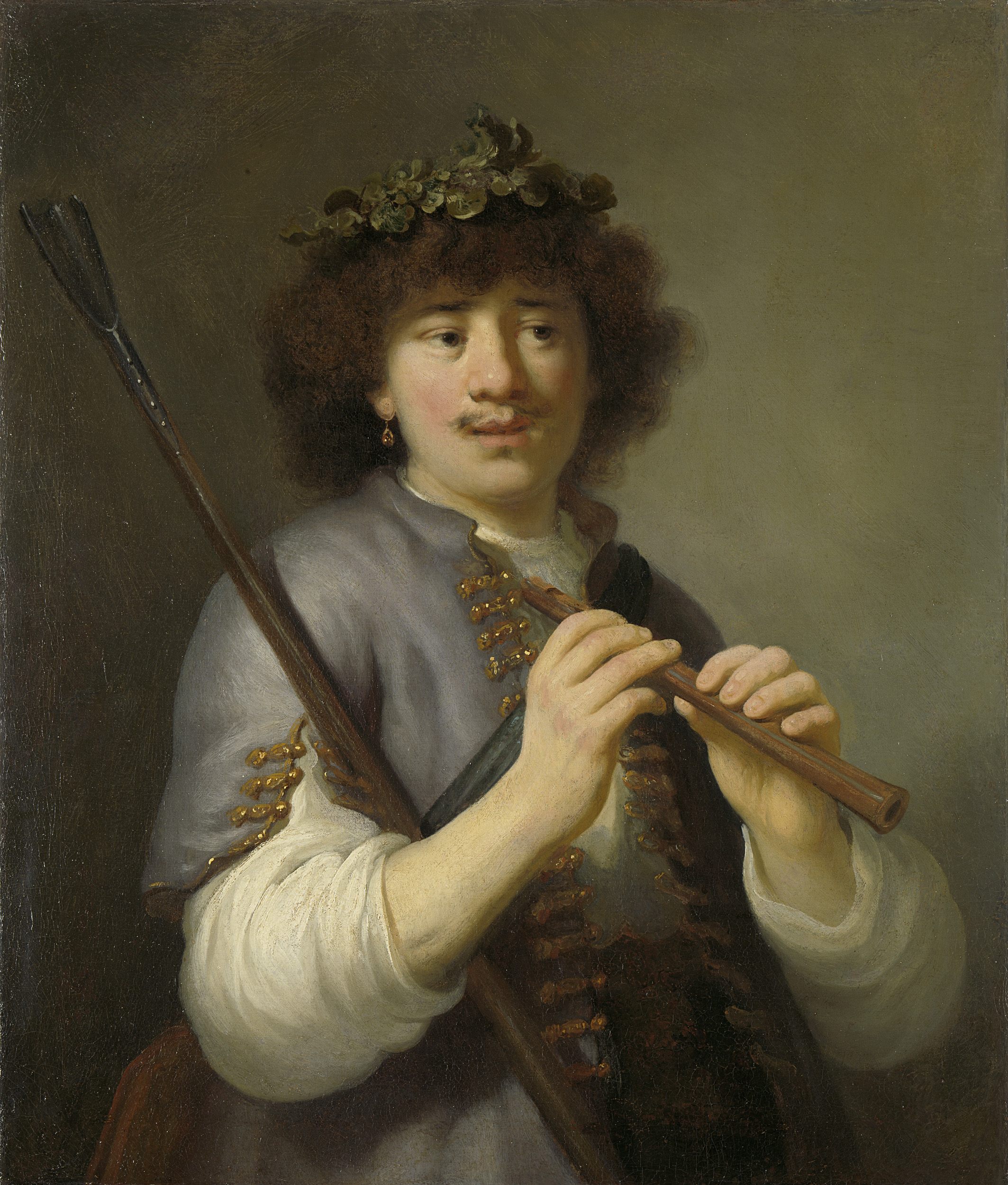
«Рембрандт в образе пастушка с флейтой»
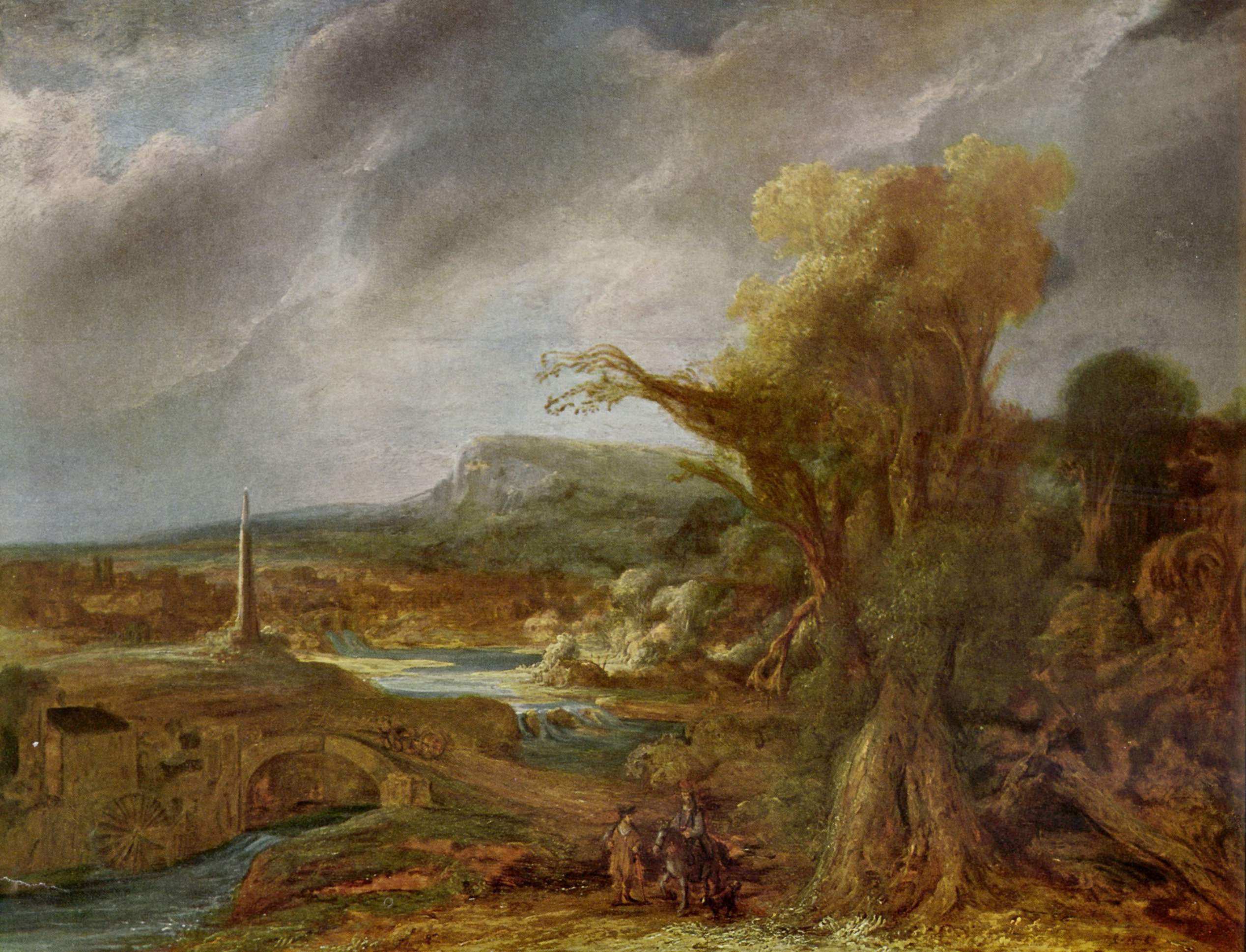
«Пейзаж с обелиском»